# Gangura
Gangura è un comune della Moldavia situato nel distretto di Ialoveni di 2.392 abitanti al censimento del 2004

## Località
Il comune è formato dall'insieme delle seguenti località (popolazione 2004):
- Gangura (910 abitanti)
- Alexandrovca (759 abitanti)
- Homuteanovca (160 abitanti)
- Misovca (563 abitanti)